# وليام أيكن (الابن)
وهو سياسي أمريكي ينتمي إلى الحزب الديمقراطي ولد وليام أيكن، الابن في 28 كانون الثاني - يناير من سنة 1806 في ولاية كارولينا الجنوبية شغل وليام أيكن، الابن منصب حاكم على ولاية كارولينا الجنوبية ما بين 7 كانون الأول من سنة 1844 إلى 8 كانون الأول من سنة 1846 توفي وليام أيكن، الابن في 6 أيلول - سبتمبر من سنة 1887 في ولاية كارولينا الشمالية.
.